# Gemmula pseudomonilifera
Gemmula pseudomonilifera é uma espécie de gastrópode do gênero Gemmula, pertencente a família Turridae.